# Guérir la violence
Guérir la violence (titre original : Healing Anger) est un livre de Tenzin Gyatso, le 14e dalaï-lama publié en 1997, et traduit en français en 1998 par Suzanne Sinet et Christian Bruyat. 
L'ouvrage est le résultat des quatre jours d'enseignement du dalaï-lama (en huit séances) à Phoenix et Tucson dans l'Arison en 1993, à l'invitation de Howard C. Cutler (en). Le livre commence par une introduction incluant un courte biographie de śāntideva par Geshe Thupten Jinpa.

## Résumé
Les enseignements du dalaï-lama sont basés sur le 6e chapitre de La Marche vers l'éveil de Shantideva. Conçus comme huit mini-conférences suivies d'une séance de méditation et d'une session ouverte de questions-réponses, ces enseignements forment un discours spirituel essentiel. 
Le dalaï-lama aborde certaines questions complexes : comment la colère survient-elle ? Quels sont ses effets sur notre vie spirituelle ? Comment travailler à éliminer la colère comme menace de notre développement spirituel? 
Dans son commentaire, le dalaï-lama montre le pouvoir de la patience et de la tolérance pour guérir la colère et la haine. Comme il le souligne, cela est aussi important dans nos propres vies, et pour parvenir à la paix dans le monde. Les techniques et méthodes présentées sont pertinentes non seulement pour les pratiquants bouddhistes mais pour tous ceux qui cherchent à s'améliorer.

## Accueil critique
Selon Ācārya Sangye T. Naga, dans la plupart des enseignements bouddhistes disponibles, il est indiqué que l'avidité, la colère et l'attachement sont toujours négatifs et doivent être abandonnés. Dans cet ouvrage, le dalaï-lama commente que ces trois poisons ont chacun un aspect positif et l'autre  négatif. C'est vraiment remarquable. D'un autre côté, pour le dalaï-lama, la haine est toujours négative et n'a aucun aspect positif. Dans l'ensemble, ce livre est l'un des commentaires les plus lucides du texte racine cité, le Bodhicaryāvatāra.

## Éditions
En anglais :
- Healing Anger : the Power of Patience from a Buddhist Perspective, New York, Snow Lion Publications, 1997, 149 p. (ISBN 1559398264).
- Perfecting Patience : Buddhist Techniques to Overcome Anger, Boulder, Shambhala Publications, 2018, 221 p. (ISBN 155939479X, lire en ligne).

En français :
- Guérir la violence  (trad. de l'anglais par Suzanne Sinet et Christian Bruyat), Paris, Plon, 1998, 259 p. (ISBN 2259187595).
- Guérir la violence : Un enseignement universel pour parvenir à la sagesse et à la plénitude intérieure  (trad. de l'anglais par Suzanne Sinet et Christian Bruyat), Paris, Pocket, 2000, 254 p. (ISBN 2266093592).

## Référence
1. 1 2  Ācārya Sangye T. Naga, Reviewed Works: Healing Anger: the Power of Patience from a Buddhist Perspective by H.H. the Dalai Lama, translated by Geshe Thupten Jinpa with a foreword by Löpon Claude d'Estree , Snow Lion Publications , Ithaca , New York , 1997, xxiii - 144 pp; Vast as the Heavens, Deep as the Sea: Verses in Praise of Bodhicitta by Khunu Rinpoche, Thubten Thardo
The Tibet Journal
Vol. 24, No. 2 (Summer 1999), pp. 92-94 (3 pages)
Published By: Library of Tibetan Works and Archives, The Tibet Journal
https://www.jstor.org/stable/43302421
2. 1 2  Healing Anger: The Power of Patience from a Buddhist Perspective, Publishers Weekly
3. ↑  Healing Anger, Shambhala